# 가메라 2 - 가메라 대 바루곤
가메라 2 - 가메라 대 바루곤(Gamera Vs. Barugon)은 일본에서 제작된 다나카 시게오 감독의 1966년 영화이다. 혼고 코지로 등이 주연으로 출연하였고 나가타 마사이치 등이 제작에 참여하였다.

## 출연

### 주연
- 혼고 코지로
- 에나미 쿄코

### 조연
- Koji Fujiyama
- 나츠키 아키라
- 스가이 이치로
- 하야카와 유조